# Syndrome CHARGE
Le syndrome CHARGE (acronyme anglais de coloboma, heart defect, atresia choanae, retarded growth and development, genital hypoplasia, ear anomalies/deafness soit en français colobome, malformations cardiaques, atrésie choanale, retard de croissance et/ou retard mental, hypoplasie génitale ou hypogonadisme, plutôt plus manifestes chez les garçons, anomalies des oreilles et/ou surdité), ou syndrome C.H.A.R.G.E., est une maladie rare. Son origine est génétique.

## Historique
Ce syndrome a été décrit pour la première fois en 1979,. Sa cause génétique a été mise en évidence en 2004,.

## Épidémiologie
La prévalence approximative est de 1 / 8 500 à 1 / 10 000 naissances.

## Description
La présentation de cette maladie génétique rare est très variable, d'un patient à l'autre, sans corrélation retrouvée avec le type de mutation du gène CHD7.
Les anomalies oculaires concernent environ 80 % des sujets atteints. Cette anomalie consistant en une fente peut être unie ou bilatérale, atteindre l'iris ou la rétine ou les deux, la rétine étant plus fréquemment atteinte que l'iris. La vision est normale ou atteinte. Les anomalies de l'œil peuvent aller jusqu'à une anophtalmie ou une microphtalmie. L'examen clinique seul est insuffisant pour détecter des anomalies oculaires.
Les anomalies cardiaques concernent 75-80 % des sujets atteints. La cardiopathie la plus fréquente est la tétralogie de Fallot, retrouvée en tout dans un tiers des cas. Les autres anomalies sont la persistance du canal artériel, le ventricule droit à double sortie avec un canal atrio-ventriculaire, une communication inter-ventriculaire ou inter-auriculaire avec ou sans anomalie de la valve mitrale.
L'atrésie des choanes est un rétrécissement ou une absence de communication entre la cavité nasale et le nasopharynx. 
Le retard de croissance dès la vie intra-utérine est manifeste. Le poids à la naissance reste normal, relativement, puis l'IMC peut beaucoup décliner. Les difficultés alimentaires dans la survenue du retard de croissance staturo-pondérale ou développement physique voire psychique ne doivent pas être sous-estimées et nécessitent une prise en charge précoce et continue de ce problème. La majorité des enfants atteints ont une croissance inférieure au troisième centile. Le retard mental, non systématique, est variable s'il existe, le QI allant d'une intelligence normale à un retard profond, le handicap intellectuel étant plus souvent présent et marqué chez les garçons. Des troubles du comportement et des manifestations autistiques sont reconnus comme faisant souvent partie de ce syndrome, également avec une prévalence masculine supérieure, bien qu'il ne semble guère y avoir de prévalence sexuellement différenciée.
Plus facilement mises en évidence chez les garçons, les anomalies génitales sont plus difficiles à reconnaître chez les filles. L'hypoplasie au niveau génito-urinaire ou hypogonadisme concerne cependant l'ensemble des cas. Des anomalies rénales sont souvent associées. La puberté survient souvent tardivement, parfois incomplètement et avec affection très variable de la fertilité.
Les anomalies des oreilles et des nerfs crâniens concernent près de 80-100 % des sujets atteints. Les oreilles sont souvent proéminentes avec un lobule hypoplasique secondaire à une absence de cartilage et une innervation déficiente des  muscles auriculaires par le septième nerf crânien. La surdité est habituelle. Des anomalies osseuses crâniennes sont mises en évidence par l'imagerie médicale, qui peut dans certains cas être très utile, de ce point de vue, pour établir le diagnostic.
Plusieurs études ont mis en évidence que des troubles cognitifs et comportementaux peuvent constituer un des signes importants de cette pathologie.

## Étiologie
La cause est une mutation du gène CHD7.
Au cours de l'embryogenèse, la rupture de la membrane bucco-nasale, survenant entre le 35e et le 38e jour, est une étape importante. L'absence de rupture aboutit alors à l'atrésie des choanes. Les anomalies cardiaques cono-truncales se trouvent en rapport avec un défaut de migration des cellules de la crête neurale, qui survient au cours de la septième semaine après la fécondation. La cochlée se développe vers le 36e jour, et les yeux entre le 34e jour et le 44e jour, soit la période d'apparition des crêtes neurales. Les malformations de ce syndrome apparaissent tôt dans la période embryonnaire.

## Diagnostic
Le caryotype standard élimine les anomalies des chromosomes 9, 14 et 22. Le FISH élimine un syndrome de micro délétion du 22q11. 
Diagnostic différentiel
Les principaux diagnostics à éliminer sont l'association VACTERL, la micro délétion 22q11, les anomalies par mutation du gène PAX2 ainsi que l'embryopathie par prise d'acide rétinoique.

## Conseil génétique
La plupart des cas est le résultat d'une mutation de novo. Néanmoins un conseil génétique peut être envisagé afin de rechercher des anomalies mineures chez un des parents. Le diagnostic anténatal est possible si un des parents a une mutation connue. 
En l'absence de parents atteints, le risque empirique de récidive est de 2 %. Deux études indépendantes ont mis en évidence que l'âge paternel est un facteur de risque,
Aucun traitement n'est à ce jour possible. Quelques personnes adultes avec le syndrome, essentiellement de sexe féminin, vivent normalement et ont une autonomie plus ou moins complète, souvent avec une intelligence peu ou pas diminuée. La longévité reste légèrement affectée en moyenne.

### Sources
- (en) Kim D. Blake, Chitra Prasad, « CHARGE syndrome », dans Orphanet Journal of Rare Diseases, 2006 [(en) lire en ligne]
- (en) Seema R Lalani, Meg Hefner, John W Belmont, Sandra LH Davenport, CHARGE Syndrome in  GeneTests: Medical Genetics Information Resource (database online). Copyright, University of Washington, Seattle. 1993-2006